# Святий Дух

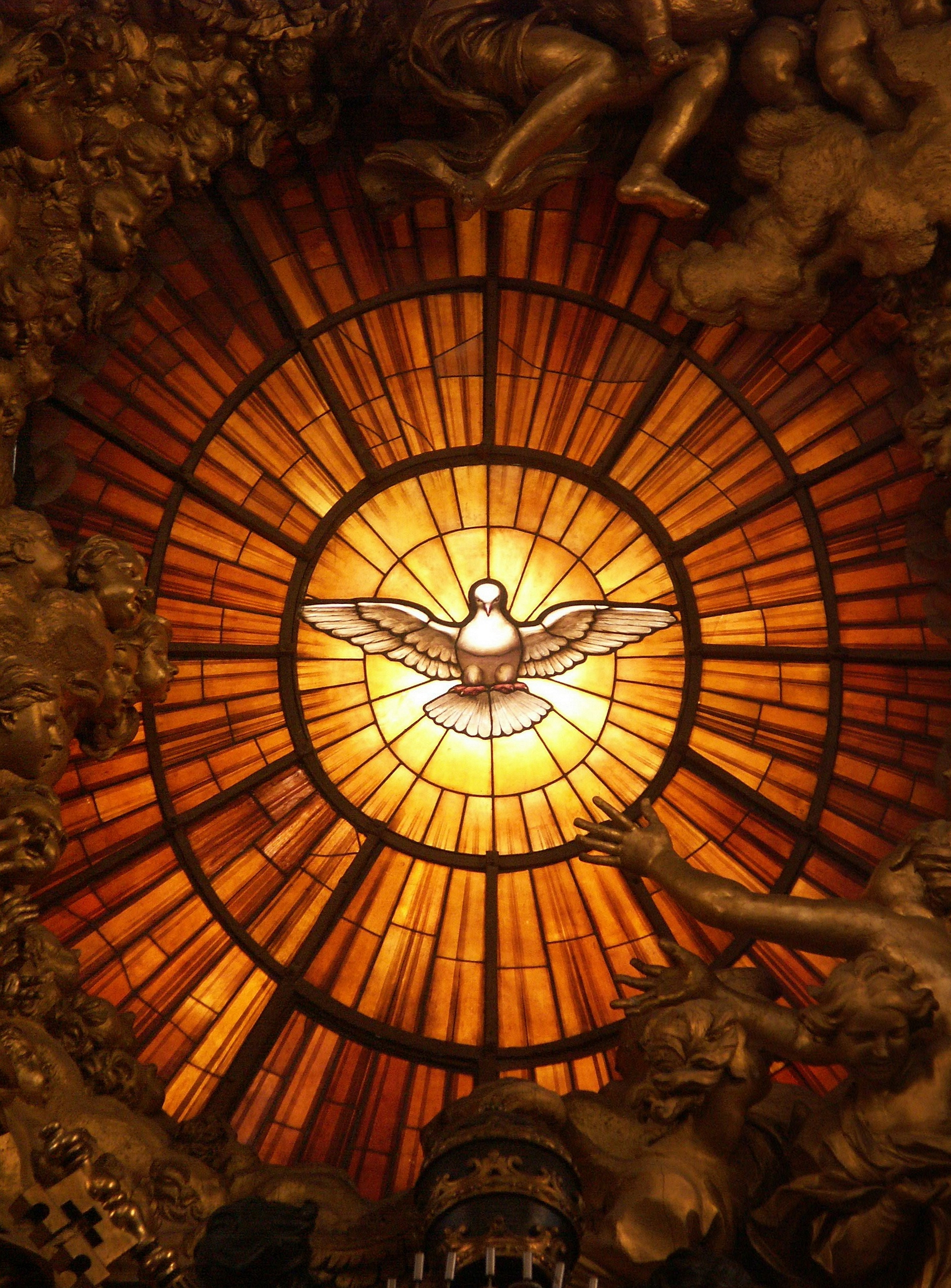
Голуб — символ Святого Духа (Лоренцо Берніні, апсида Собору Святого Петра, Ватикан)

Святи́й Дух (грец. Άγιο Πνεύμα, лат. Spiritus Sanctus) — у більшості течій християнства Бог, одна з трьох іпостасей Святої Трійці нарівні з Богом-Отцем і Богом-Сином. Розділ богослов'я Святого Духа називається пневматологією.
Зважаючи на історичний зв'язок християнства з юдаїзмом, теологи часто ототожнюють Святого Духа з концепцією «Руах га-Кодеш» (івр. רוח הקודש, rūaḥ hakodesh) у єврейських писаннях.

## Імена

### Старий Завіт
- Дух Єгови (івр. רוח יהוה, rūaḥ Yehōwāh; Іс. 11:2)
- Дух Божий (івр. רוח אלוהים, rūaḥ Elohīm; Бут. 1:2)
- Дух Господній (івр. רוח אדוני‬, rūaḥ Adonāy; 2 Сам. 23:2)
- Його Дух (івр. ורוח קדשו, we-rūaḥ qodeshu; Іс. 63:10)
- Твій Дух (івр. ורוח קדשך, we-rūaḥ qadsheka; Пс. 51:11)
- Дух мудрости й розуму (івр. רוח חכמה ובינה, rūaḥ ḥakmah ubeynah; Іс. 11:2)
- Дух поради й лицарства (івр. רוח עצה וגבורה, rūaḥ esah ugeburah; Іс. 11:2)
- Дух пізнання та страху Господнього (івр. רוח דעת ויראת יהוה, rūaḥ dath we-jirath Yehōwāh; Іс. 11:2)
- Слава Господня (івр. כבוד יהוה, kawod Yehōwāh; Вих. 33:22; Лев. 9:6,23; Іс. 60:1,2)

### Новий Завіт
- Святий Дух (грец. άγιο πνεύμα, Āgio pneūma; Мт. 1:18)
- Дух Божий (грец. πνεύματι θεοῦ, Pneûmati Theoû; Мт. 12:28)
- Параклет (радник) (грец. ὁ παράκλητος, ho Paraclētos; Ів. 14:26, 16:7)
- Дух Христа (грец. πνεῦμα Χριστοῦ, Pneûma Christoû; 1 Петр. 1:11)
- Дух правди (грец. πνεῦμα τῆς ἀληθείας, Pneûma tēs alētheias; Ів. 16:13)

Залежно від контексту:
- Дух (грец. πνεῦμα, Pneûma або грец. πνεύματος, Pneûmatos; Ів. 3:8)

## Граматичний рід
У біблійних текстах поняття «дух», залежно від мови написання певного розділу, окреслено трьома словами, що вважаються еквівалентними:
| Слово                    | Граматичний рід | Значення                      | Біблійні тексти                                                                                |
| ------------------------ | --------------- | ----------------------------- | ---------------------------------------------------------------------------------------------- |
| дав-євр. רוח (rūaḥ)      | жіночий         | вітер, привид, дихання, дух   | Згадки в Старому Завіті, написаному староєврейською мовою за винятком уривків з Книги Даниїла. |
| арам. ܪܘܗ (rūḥa)         | жіночий         | дух, душа, особа, особистість | Фрагменти Книги Даниїла, написані староарамейською мовою.                                      |
| дав.-гр. πνεῦμα (pneûma) | середній        | дихання, подих, дух           | Згадки в Новому Завіті, що його написано грецькою мовою елліністично-римського періоду.        |

Як видно з таблиці вище граматичний рід слова «дух» жіночий у староєврейській та староарамейській мові і середній у грецькій. Окрім того в латинській мові слово spiritus чоловічого роду. Септуагінта використовує дав.-гр. πνεῦμα для перекладу дав-євр. רוח.
Останнім часом у сучасному християнському богослов'ї статева належність Святого Духа стала приводом для дебатів і реформ у деяких протестантських церквах, наприклад у лютеранській Церкві Швеції.
Рабинська література називає Святого Духа Шехіною (дав-євр. שכינה‎, sheḥīnah — присутність; од дав-євр. שכן, shaḥan — відвідувати, перебувати). Власне, у Біблії це слово не трапляється, проте в єврейських перекладах Нового Завіту його разом з похідними вживають як на позначення Слави Господньої, так і скинії (пор. дав-євр. משכן, mishkan — оселя). Як і згадана 6 разів у Корані Сакіна (араб. سكينة, sakinah), слово «Шехіна» має жіночий граматичний рід.
Святого Духа згадують у жіночому образі Премудрості Божої (дав.-гр. Ἁγία Σοφία, Hagia Sophia) два Отці Церкви II ст., Теофіл Антіохійський та Іриней Ліонський. Св. Іриней у провідній праці «Проти єресей» (лат. Adversus haereses) пише:
Слово, тобто, Син <…> і Премудрість, себто, Дух були в Нього [Отця] раніш за всяке створіння.

Проте більшість богословів порівнювали Премудрість із Логосом-Христом. Григорій Богослов у IV ст. писав, що терміни «Отець» і «Син» не слід розуміти як такі, що виражають сутність чи енергію Бога, а як метафоричні імена. Така сама позиція міститься в Катехизмі Католицької церкви 1992 р.
Навіть в одній мові може виникнути плутанина з родом слова, вибраного для опису Святого Духа. Грецьк. pneûma середнього роду, тому в цій мові займенник, що стосується Святого Духа, граматично теж середній. Однак коли Святий Дух іменується в чоловічому роді Параклетом (дав.-гр. ὁ παράκλητος, ho Paraclētos — заступник, порадник, втішитель), пов'язаний з ним вказівний займенник «той» (дав.-гр. εκείνος, ekeînos) так само чоловічого роду (адже він відноситься до paraklētos, а не до pneûma) Ів. 16:7,8. Деніел Б. Воллес заперечує думку, що ekeînos пов'язане з pneûma в Ів. 14:26, 16:13,14, наводячи докази стосунку цього займенника до paraklētos. Воллес підсумовує, що важко знайти який-небудь текст, у якому pneûma граматично належить до чоловічого роду.
У сирійській мові, яка походить зі староарамейської — мови Ісуса Христа і апостолів, жіночий рід сирійськ. rūḥa вплинув на ортодоксальних та гностичних письменників таким чином, що вони стали використовувати для опису Святого Духа  материнські образи. Ці образи можна знайти в богословів IV ст. Афраата і Єфрема Сирійського. Вони трапляються в Одах Соломона та гностичних Діяннях Фоми, написаних у III ст. Історик релігії Сьюзен Ашбрук Харві вважає, що граматичний рід важливий для розуміння раннього сирійського християнства:
Видається очевидним, що твердження про вплив жіночого граматичного значення rūaḥ на сирійців не є безпідставним. Називання Святого Духа «Вона» справді має сенс.

У римо-католицькій месі Святого Духа згадують як «Його», однак Святий Престол зазначає, що усталений граматичний рід в кожній відповідній мові має бути збереженим.

### Жіночий образ Духа в церквах
Існують християнські спільноти, які навчають, що Святий Дух — це жіночий образ Божества, спираючись на факт використання в оригінальному тексті Писання граматично жіночих форм і, як вони вважають, жіночих аналогій для опису Духа Божого (див. Бут. 1:1,2, Бут. 2:7, Втор. 32:11,12, Пр. 1:20-33, Мт. 11:19, Лк. 3:22 та Ів. 3:5,6). Ця точка зору ґрунтується на граматичному роді іменників і дієслів у самих авторів текстів, а також на аналогіях з материнством, які використовували пророки та Ісус.

#### Церква Швеції
23 листопада 2018 р. асамблея Церкви Швеції (протестанти) ухвалила рішення погодити богослужбовий посібник зі шведським перекладом Біблії 2000 р. За взірцем мови іврит, цей переклад застосовує до Святого Духа жіночий рід (швед. den Heliga Anden на відміну від den Helige Ande). Архієпископ Антьє Якелен з цього приводу заявила, що перехід Церкви Швеції на більш ґендерно-нейтральну мову обговорювали ще в 1986 році:
З погляду теології, ми знаємо, що Бог вищий за наші статеві означення. Бог — не людина.

#### Моравська церква
У літургії, молитві та доктрині моравських (чеських) братів міцно усталений жіночий образ Святого Духа. Наприклад, реформатор Моравської церкви, один з найвідоміших богословів XVIII ст. — граф Цинцендорф, називав Святого Духа «наша Мати».

#### Месіанські євреї
Всесвітня синагога «Бнай Яшуа», месіанська група на чолі з рабином Моше Конючовським, додержується жіночого погляду на Святого Духа. Більшість християн і юдеїв розглядають месіанський юдаїзм як одну з форм християнства.
Є й інші незалежні месіанські групи зі схожими поглядами, як-от «Радість у світі», «Тора і об'явлення» та «Союз синагог назарейських євреїв», що вважає канонічним апокрифічне Євангеліє від євреїв, яке має унікальну особливість — звертання Ісуса до Святого Духа як до Матері.

## Святий Дух у Біблії

### Старий Завіт
- Вперше цей термін трапляється у книзі Буття, на початку створення світу. Дух Божий ширяв над поверхнею води (Бут. 1:2)
- Пророк Ісая характеризує Духа Господнього, як Духа мудрости й розуму, поради й лицарства, пізнання та страху Божого (Іс. 11:2)
- Дух Господній говорить вустами пророків (2 Сам. 23:2, 2 Цар. 3:11).

### Новий Завіт
- Від Святого Духа Діва Марія зачала Ісуса Христа (Мт. 1:18; Лк. 1:35)
- Святий Дух зійшов з небес у вигляді голуба під час хрещення Ісуса на Йордані (Мр. 1:10)
- У день П'ятдесятниці Святим Духом «сповнилися» апостоли (Дії 2:4; Дії 7:55)
- Святий Дух говорить вустами пророків (Дії 4:25)
- У посланнях апостолів Святий Дух називається Духом правди (Ів. 14:17), Духом віри (2 Кор. 4:13), Духом сили, любові та здорового розуму (2 Тим. 1:7), Духом вічности (Євр. 9:14) та Духом благодаті (Євр. 10:29)

Богослови підкреслюють, що Святий Дух — Особа, яка володіє розумом, почуттями й волею, зокрема: 
- вчить і нагадує (Ів. 14:26)
- перебуває зі своїм народом (Ів. 14:17)
- перебуває у християнах (1 Кор. 3:16)
- свідчить про Ісуса (Ів. 15:26)
- відкриває людям очі та винуватить світ за гріх, правду і суд (Ів. 16:8)
- чує, говорить, сповіщає, веде до правди (Ів. 16:13)
- говорить через Святе Письмо, промовляє до Филипа (Дії 8:29)
- закликає служити (Дії 13:2)
- обдаровує людей зі своєї волі (1 Кор. 12:8-11)
- є наш Помічник і Заступник (Рим. 8:26)
- усе досліджує, навіть глибини Божі (1 Кор. 2:10,11).

## Вчення Церкви
Католицька, православна, а також більшість протестантських церков, що визнають вчення про Триєдиного Бога, вважають Святого Духа особою, рівною Богові-Отцю й Богові-Сину. У ключовому для традиційного християнства Нікейсько-Царгородському символі віри Святого Духа названо Господом Животворчим, — тобто тим, хто дає життя:
 І в Духа Святого, Господа Животворчого, що від Отця ісходить, що Йому з Отцем і Сином однакове поклоніння і однакова слава, що говорив через пророків.

Згідно з Афанасіївським символом віри IV-V ст. «Дух Святий від Отця та Сина не зроблений, не створений, і не народжений, але ісходить».
|                                                                                                  | Всякий, хто шукає гарантії Духа поза надією і вірою, вже раціоналіст. Для нього й Церква так само немислима, оскільки він уже в самому дусі своєму занурений в сумнів. |
| — Професор Дмитро Хомяков, «Остаточні запитання: Антологія сучасної російської релігійної думки» | |

### Ісходження Святого Духа
Якщо згідно з ученням про триєдність Бога Бог-Отець не має початку, то Святий Дух і Бог-Син мають свій початок у Богові-Отці. Проте, відповідно до прийнятої у християнстві термінології, якщо Бог-Син є «народжений», то Святий Дух — «ісходить» (грец. ἐκπορεύεσθαι, προϊέναι; лат. procedere).
Джерело ісходження Святого Духа було предметом тисячолітньої суперечки між Східною та Західною церквою (насамперед, католицизмом). Католицька церква навчає, що Святий Дух ісходить од Отця і Сина (лат. filioque), тоді як Православна церква визнає походження Святого Духа лише від Отця. 
Історія засвідчила кілька спроб досягти консенсусу між католицизмом і православ'ям у цьому питанні. На Флорентійському Соборі затверджено, що «Дух походить від Отця і Сина вічно та суттєво як із одного джерела і причини». Берестейська унія закріпила формулювання про ісходження Святого Духа «від Отця через Сина».
Сучасні католицькі богослови зазвичай не вбачають сутнісної різниці між православним поглядом на ісходження Святого Духа і своїм власним, проте серед православних богословів досі поширена думка, що «філіокве» (тобто твердження про ісходження Духа «і від Сина») — це єресь.

### Зіслання Святого Духа

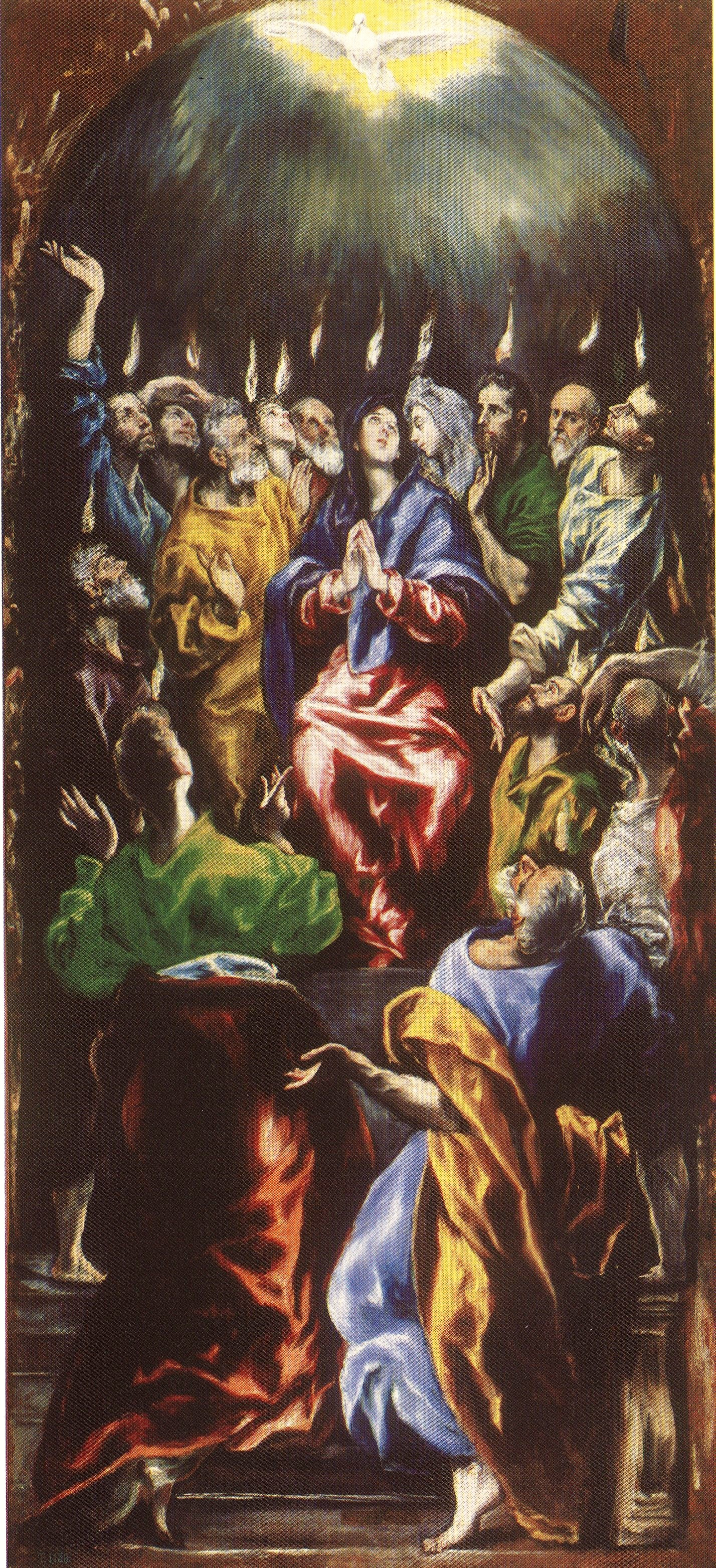
Ель Греко. Зішестя Святого Духа на Христових учнів у День П'ятдесятниці

Ісус Христос, розлучаючись з апостолами перед стражданнями, пообіцяв послати «іншого Втішителя» (Ів. 14:16,17). Зіслання Святого Духа сталося на п'ятдесятий день після Воскресіння Христового, коли апостоли «сповнились Духом Святим, і почали говорити іншими мовами, як їм Дух промовляти давав» (Дії 2:4). 
На думку християнських богословів, саме ця історична мить стала початком Христової Церкви.

## Святий Дух у мунізмі
У муністському Принципі Святий Дух трактують як жіночий аспект Бога, що діє у нерозривній парі з Ісусом - «другим Адамом». Як «Істинна Мати» і друга Єва Святий Дух утішає, надихає й породжує віру в серцях людей, щоб у спільній «батьківській» любові з Ісусом дати грішному людству духовне народження згори і зробити вірян своїми духовними дітьми.
Разом з Ісусом Святий Дух втілює дуальні (маскулінні й фемінні) властивості Логосу, створюючи з Богом духовну Трійцю, а разом з їхніми "духовнми дітьми" - основу, яку мунізм називає чотирьохпозиційною. Ця єдність має відтворити первісний задум, у якому Адам і Єва мали стати Істинними Батьками людства; поки ж місія обмежена духовним рівнем, і повнота спасіння завершиться тільки після приходу Христа вдруге, коли субстанційна (духовно-фізична) Трійця замінить нинішню духовну. Святий Дух, отже, виконує ключову роль у провидінні відновлення, доповнюючи діяння Христа й спрямовуючи вірян до гармонії з Божою любов’ю.
Для значної частини членів Церкви Об’єднання дружина Мун Сон Мьона Хан Хак Ча у наш час є земним втіленням Святого Духа (embodiment of the Holy Spirit), через яке, за їхньою вірою, Бог реалізує материнську сторону Своєї любові.

## Дії Духа
Під діями Святого Духа розуміють такі релігійні поняття як хрещення Святим Духом, плід Святого Духа, дари Святого Духа.

### Хрещення Духом
Про хрещення Святим Духом згадано в Новому Завіті, зокрема Іван Предтеча провіщає, що Ісус хреститиме Духом Святим:
Я хрестив вас водою, а Той вас хреститиме Духом Святим. Мр. 1:8
Апостоли також молилися про одержання хрещення Святим Духом від Ісуса Христа:
Як зачули ж апостоли, які в Єрусалимі були, що Боже Слово прийняла Самарія, то послали до них Петра та Івана. А вони, як прийшли, помолились за них, щоб Духа Святого вони прийняли, бо ще ні на одного з них Він не сходив, а були вони тільки охрещені в Ім'я Господа Ісуса. Дії 8:14-17

У п'ятдесятницьких церквах навчають, що обов'язковою ознакою хрещення Духом Святим є говоріння іншою мовою, як це супроводжувалося за зішестя Духа Святого в день П'ятдесятниці.

### Дари Духа
У Біблії найповніший виклад вчення про дари Святого Духа міститься в Першому посланні до коринтян апостола Павла:
І кожному дається виявлення Духа на користь. Одному бо Духом дається слово мудрости, а другому слово знання тим же Духом, а іншому віра тим же Духом, а іншому дари вздоровлення тим же Духом, а іншому роблення чуд, а іншому пророкування, а іншому розпізнавання духів, а тому різні мови, а іншому вияснення мов. А все оце чинить один і той Самий Дух, уділяючи кожному осібно, як Він хоче. 1 Кор. 12:7-11

А інших поставив Бог у Церкві поперше апостолами, подруге пророками, потретє учителями, потім дав сили, також дари вздоровлення, допомоги, управління, різні мови. Чи ж усі апостоли? Чи ж усі пророки? Чи ж усі вчителі? Чи ж усі сили чудодійні? Чи ж усі мають дари вздоровлення? Чи ж мовами всі розмовляють? Чи ж усі виясняють? Тож дбайте ревно про ліпші дари, а я вам покажу путь іще кращу! 1 Кор. 12:28-31

У православній, католицькій, англіканській та дохалкідонських православних церквах таїнством прийняття дарів Святого Духа вважається миропомазання. 
Православні церкви здійснюють миропомазання одразу після хрещення, католицькі ж, як правило, після семи років.
Католицька церква визначає дари Духа як сталі нахили, що роблять людину здатною слідувати спонуканням Святого Духа. Спираючись на Іс. 11:2, католицизм традиційно виділяє сім дарів Духа — мудрість, розум, раду, мужність, знання, побожність і страх Господній. Вчення про сім дарів Святого Духа розробив Тома Аквінський у трактаті «Сума теології» (лат. Summa Theologica).

### Святий Дух у світі
Церква вчить, що Святий Дух діє  повсякчас, перетворюючи тих, хто підкорюється йому, на Божих дітей.
|                      | Коли Дух Божий сходить до людини і осіняє її повнотою Свого натхнення, тоді душа людська сповнюється невимовною радістю, бо Дух Божий дає радість всьому, до чого б Він не доторкнувся. |
| — Серафим Саровський | |

У Євангелії від Іоанна Ісус Христос каже Никодимові:
Дух дихає, де хоче, і його голос ти чуєш, та не відаєш, звідкіля він приходить, і куди він іде. Так буває і з кожним, хто від Духа народжений. Ів. 3:8

Ісус порівнює Святого Духа з вітром, що віє куди забажає. Вітер має велику силу, але ця сила невидима, бо вітер ніхто не бачить.
І нагло зчинився шум із неба, ніби буря раптова зірвалася, і переповнила ввесь той дім, де сиділи вони. І з'явилися їм язики поділені, немов би огненні, та й на кожному з них по одному осів. Дії 2:2-4

У Святому Письмі вогонь має подвійне значення. Це символ очищення (див. Геєнна огненна) і символ ревності, запалу. У Старому Завіті пророк Єремія каже про Боже Слово: «в моїм серці палаючий вогонь» (Єр. 20:9).
Після зустрічі з воскреслим Христом дорогою до Емаусу, двоє його учнів говорили один одному:
<…> Чи не палало нам серце обом, коли промовляв Він до нас по дорозі, і коли виясняв нам Писання? Лк. 24:32

Іще Іоанн Хреститель провіщав, що Ісус «хреститиме вас Духом і вогнем» (Мф. 3:11).
Церква вважає життя перших християн взірцем братської любові для всіх майбутніх поколінь:
А люди, що ввірували, мали серце одне й одну душу, і жоден із них не вважав що з маєтку свого за своє, але в них усе спільним було. <…> Бо жоден із них не терпів недостачі: бо, хто мав поле чи дім, продавали, і заплату за продаж приносили, та й клали в ногах у апостолів, і роздавалося кожному, хто потребу в чім мав. Дії 4:32,34,35

### Плоди Духа
У Посланні до галатів апостол Павло пише, що плодами Духа є любов, радість, мир, довготерпіння, добрість, милосердя, віра, лагідність, здержливість (Гал. 5:22,23).
Катехизм Католицької церкви визначає плоди Духа як «прояви досконалості, що її творить у нас Дух Святий».
П’ятдесятники вважають, що різниця між дарами і плодами Святого Духа полягає в тім, що плід приходить поступово зсередини та з'являється як вираження й результат божественного життя, тоді як дари можуть даватися раптово на будь-якій стадії життя християнина.

## Патрон
- Португалія: Кальєта, Монтіжу